# Іцени

Іцени (ікени) — кельтський народ стародавньої Британії, який населяв одну з південно-східних областей острова (тепер Норфолк і Саффолк).

## Історія
Повстав проти римського панування за часів Нерона. Приводом до повстання слугували:
- Розорення римськими легіонами острова Англсі, головного притулку друїдизму й вогнища кельтських національних традицій.
- Зловживання римських адміністраторів і лихварів (зокрема знаменитого Сенеки)
- Образи, завдані іценській царській родині.

У 60 році помер правитель племені Прасутаг. Римляни оголосили конфіскованими всі його володіння. Вдова Прасутага Боудіка очолила повстання. Повсталі іцени і трінованти захопили Веруламій, Камулодун і Лондініум. За союзника римляни мали короля Тиберія Клавдія Тогідубна. Паулін розбив іценів і з крайньою жорстокістю придушив повстання. Боудіка покінчила життя самогубством. Придушення повстання вирішило долю південної частини острова на користь Риму.

## Міста та поселення
- Тетфорд

## Правителі іценів
- Кандуро
- Аесу
- Саему
- Антедій (уп. бл. 25 року)

Приєднання до Римської імперії (з 47 року)
- Прасутаг (47 — 60)
- Боудіка, цариця (60 — 61), повстала проти Риму.